# Pere Salom i Morera
Pere Salom i Morera   (Sabadell, 1883 - Palma, 1950) fou escriptor i poeta.
Fill de pare mallorquí sabater i músic. Es dedicà al comerç i fou un destacat regidor de Terrassa els anys 1920 i 1923. Fou alcalde de Terrassa entre l'1 d'abril de 1922 i el 30 de setembre de 1923. Va ser un alcalde catalanista i amb la proclamació de la dictadura de Primo de Rivera el governador civil de la província va acusar de separatista i se'l va destituir del càrrec.
Va escriure diversos estudis sobre la vida i costums dels gitanos i diversos llibres de poesia.

El seu germà, Claudi Salom i Morera, fou compositor i director musical. el seu nebot Claudi Salom Belasch, també músic i compositor, va morir prematurament el 1938 al front, durant la Guerra Civil. La seva neboda Maria Teresa Salom i Romaguera, pianista pedagoga i empresaria, es va fer carrec del Centre musical Can Salom a la mort del seu pare.

## Obra literària

### Assaig
- Gitanos. Llibre d'amor i de pietat (1911), col·lecció d'articles

### Novel·la
- Com nosaltres perdonem... (1926), pròleg d'Ignasi Iglésias[7][8]
- Tot cendra... (1931), pòrtic de Carme Karr

### Poesia
- Camí de meravelles. Poesies (1920), pròleg de Gabriel Alomar
- Dolça llum. Poesies (1924)
- Primerenques. Petit recull de poesies (1925)

Obres presentades als Jocs Florals de Barcelona
- Fantasía del home qui trevalla la terra (1916)
- La preterida. Glosa (1916)
- Proses d'un rodamón (1916)
- Elegies. II (1916)
- Una església profanada. Càstig (1916)
- Diàleg entre pare i filla	(1916)
- De la vida del alt Rei En Jaume (1917)
- La vida solitaria (1917)
- Parelles bíbliques. Sonets (1917)
- Cançó rosa (1919)
- Mare i filla (1919)
- Viatge sentimental (1919)
- El temple nou (1919)
- La millor mercè (1919)
- Els dos amadors (1919)
- La conquesta de Mallorca	(1919)
- L'encís de Manacor (1920)
- L'enterrament de Blanca Neu (1920)
- Uns amors de temps (1920)
- Parlament d'amadors (1920)
- L'infantament de la Nit (1921)
- Cançó de rodamón. XVII (1921)
- Cançó de rodamón. Z (1921)
- Elogi al maig (1921)
- Balada trista (1921)
- Sacrifici. De l'antiga Roma (1921)
- La última fada del Montseny (1922)
- L'enigma del caminant (1922)
- Poema de l'amor triomfant (1922)
- Marguerida, la bella col·legiala (1923)
- L'èxode etern (1923)
- De la meva roqueta. Sonets (1923)
- Frare Anselm Turmeda. Tres sonets (1923)
- Salomé. Poema en quatre sonets (1923)
- Dialeg d'amadors (1924)
- El rústic vil·lancet (1924)
- Proverbis	(1927)
- Nit de fi d'any (1927)
- Diumenge de Rams. Glossa (1927, 1930 i 1934)
- Dafnis i Cloe. Temps de verema (1927)
- Tot cendra. Primers capítols d'una novel·la inèdita (1928)
- Cançó a Torroella (1928)
- Poema de les oliveres (1928)
- La poesia de Nadal (1928)
- Terres de la Beata Caterina. Valldemossa (1928 i 1932)
- Un franciscà. Dia d'hivern a Burgos (1929)
- L'hora de partença (1929)
- Dos poemes de Nadal (1929)
- Poema de les oliveres (1929)
- Terres de Sor Catarineta. Valldemosa i Miramar (1929)
- A una creu de terme. Egara (1930)
- Cançó a Torroella (1930)
- Missa d'ombres (1930)
- Convit (1930)
- Poema de Nadal (1930)
- La gentil parella. Dafnis i Cloe (1930)
- L'angleseta trista (1932)
- Nostra Dona de Fornells (1932)
- En l'hora de la dansa (1933)
- Balada de la mare i de la filla (1933)
- El Crist dels navegants (1934)